# Школа Пото-Пото
Школа Пото-Пото (фр. École des peintres de Poto-Poto) — термин, употребляющийся для обозначения принадлежности к творчеству художников, работавших в школе-мастерской современной африканской живописи и графики, основанной в 1951 году Пьером Андре Лодсом и получившей своё название от одноимённого района Браззавиля.

## История и особенности
Район Пото-Пото расположен на северо-востоке центральной части города, которая первоначально в 1909 году была зарезервирована французскими колониальными властями, только для белых жителей. Название Пото-Пото происходит от слова на языке бамана и означает «водянистая грязь». Район был назван так потому, что располагался в низине, затопляемой во время сильных дождей.
Художественная школа в районе Пото-Пото была основана в ходе реализации политики французского колониального правительства в 1951 году французским живописцем, этнографом и отставным военнослужащим по фамилии Лодс, школа создавалась по той же схеме, что и, художественная школа в Бельгийском Конго в 1940 году. Помещение школы — бунгало под низкой соломенной крышей, стилизованное под африканскую хижину, располагается на улице Мира.
Пьер Лодс сумел окружить себя молодыми талантливыми самодеятельными конголезскими художниками, среди них те, кого сегодня принято считать основателями школы, это Жак Зигома, Франсуа Илоки, Марсель Готен, Эжен Малонга, Николя Ондонго, Феликс Оссали, Франсуа Тангоo и ряд других художников.
Обычно используя гуашь и акварель, чаще на листах ватмана, художники школы Пото-Пото создают картины в характерном наивном визуальном стиле (меньше академизма и больше самовыражения) с экспрессионистским сочетанием красок и деформированными пропорциями на различную тематику — маски, пейзажи, изображения птиц и животных, бытовые сценки из жизни простых людей, чаще танцоров, охотников, гребцов.
Так возникло целое направление, получившее в искусствоведении наименование «Школы Пото-Пото» корни которого уходят в глубины народного творчества и религиозных верований. Основная идея школы Пото-Пото состояла именно в раскрытии творческой самобытности африканских художников. В подписи картин, художники школы Пото-Пото иногда использовали аббревиатуру «PPP», сокращённо от Peintres de Poto-Poto. Начиная с 1952 года в Африке и Европе, чаще Франции и Бельгии, проводятся многочисленные выставки художников Пото-Пото, которые пользуются успехом у публики.
Признание школы Пото-Пото быстро выходит за пределы Конго. Первая выставка школы Пото-Пото состоялась в 1952 году в галерее Palms в Париже, в 1955—1956 в Музее современного искусства в Нью-Йорке, а в 1958 году работы художников Пото-Пото были представлены на Всемирной выставке в Брюсселе.
В 1959 году во время подготовки к деколонизации Конго, район Пото-Пото был также ареной насилия, охватившего весь Браззавиль. В 1960 году Пьер Лодс покинул Браззавиль и переехал в освободившийся от колониальной зависимости Сенегал, где также участвовал в создании художественной школы. Уже без Пьера Лодса школа Пото-Пото продолжила своё развитие несмотря и на все будущие бурные политические конфликты. Однако многие художники школы Пото-Пото продолжали своё творчество в различных странах Европы и США. В течение многих лет, творческая сила школы Пото-Пото сохраняется, но страдает от серьёзных гражданских волнений и войн 90-х годов, отмеченных грабежами, кражами, и притеснением художников.

## Второе поколение Школы Пото-Пото
Сегодня, второе поколение живописцев Школы Пото-Пото (Пьер Клавер Н’Гампио, Сильвестр Мангуандза, Жак Илоки, Жерли Мпо, Антуан Ситта, Адам Опу, Серж Дезон, Летисия Махунгу, Тьерри Бонголенга, Рене Букулемба, Ромен Сильвер Майулу, Ванесса ананья, Альбин Масса, Арис Дихулу) полностью берет на себя наследие известных предшественников, начиная от африканской традиции до новых веяний современности. Художники Школы Пото-Пото больше не ограничиваются стилем «Микки» и сюжетами древней Африки. Они осваивают более натуралистический стиль, но также импрессионистический и абстрактный. Они изображают повседневную жизнь в деревне, городе, на рынке, в лесу. Некоторые художники берутся за социальные проблемы (демократия, проституция…). Но как и прежде, когда фабричных красок не хватает, они не стесняются использовать природные пигменты (глиняные, уголь, опилки, смолы…). Их произведения по-прежнему несут акроним PPP (Художник Пото-Пото).
В 2002 году Школа Пото-Пото была награждена одной из престижных наград в сфере искусства? высшей наградой ЮНЕСКО медалью Пикассо — символом мира и художественной свободы. Медаль Пикассо была учреждена в 80-х годах прошлого века в честь столетия великого мастера.

## Избранные представители
- Зигома, Жак
- Илоки, Франсуа
- Малонга, Эжен (фр. Eugène Malonga)
- Готен, Марсель (фр. Marcel Gotène)
- Энго, Мишель (фр. Michel Hengo)